# Pau Alió i Anguera
Pau Alió Anguera (Sarral, 29 de març del 1810 - Toledo, gener de 1871), fou capità de l'exèrcit carlí durant la Primera Guerra Carlina i protagonista de la presa de la fortalesa de Morella el 1838.

## Orígens
Els seus pares Bartomeu Alió i Maria Anguera eren hisendats i veïns també del poble de Sarral. Entre el 1827 i el 1835, Pau estudià al seminari de Tarragona.

## Incorporació a les forces carlines
El juliol del 1835 s'uní a les files carlines, incorporant-se al 1r batalló de Tarragona que manava Manuel Ibáñez, conegut com el Llarg de Copons. El 31 d'agost fou nomenat sotstinent d'infanteria pel brigadier Maties de Vall i a partir de llavors participà en 28 xocs amb l'enemic. El juliol del 1836 s'incorporà a l'exèrcit de la dreta de l'Ebre i se l'assignà a la companyia de tiradors del primer batalló de València a les ordres de Josep Miralles Marín El Serrador.
El 7 de setembre del 1836 es dirigí a Castella amb les forces de Josep Miralles i de Ramon Cabrera, les quals s'incorporaren el dia 11, a Utiel, amb la divisió expedicionària del General Gómez, amb la que participà en les accions de Villarrobledo, Gaucín, Arcos de la Frontera, presa de Còrdova, Almadén i d'altres fins al 19 de desembre, quan l'expedició, de tornada al País Basc, entrà a Orduña.
Participà en el setge de Bilbao i en altres accions fins al 20 de juliol, quan el seu batalló, que formava part de la columna expedicionària de Zaratiegui, van batre la divisió portuguesa del general Das-Antas i s'apoderaren dels forts de Salas de los Infantes, Burgo de Osma, Lerma i Segòvia, entre d'altres, i atacaren les columnes volants a Lebrela, Valladolid, Aranda de Duero i Retuerta.
Durant l'expedició es formaren diferents batallons de reclutes i voluntaris i per la seva ràpida organització se'l destinà, amb altres oficials, al 2n batalló de Guies de Burgos que estava a Ontoria a les ordres del coronel José Maria Delgado. Quan l'expedició Zaratiegui, al cap de pocs dies, es veu obligada a tornar precipitadament al País Basc davant l'assetjament de nombroses forces enemigues, sense temps d'avisar, el seu batalló juntament amb el 1r de Valladolid i el 1r de Burgos es van quedar aïllats a les pinedes de Sòria, i decidiren de passar a l'exèrcit d'Aragó. El 19 de novembre del 1837 el coronel Delgado l'ascendeix a tinent.

## La presa de Morella el 1838

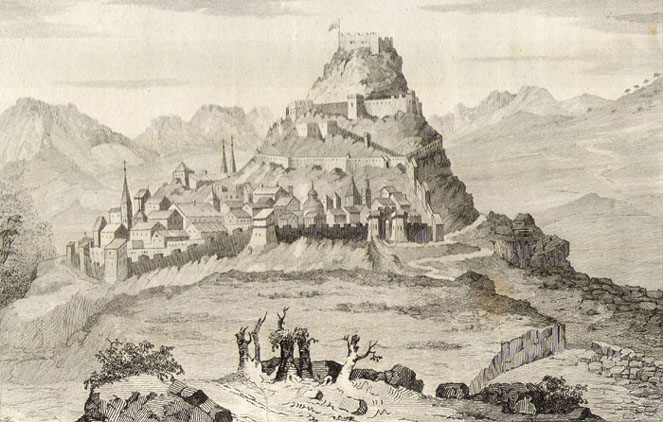
Gravat de Morella cap al 1840

Cabrera destinà aquestes unitats al bloqueig de Morella. La nit del 26 de gener del 1838, el tinent Pau Alió, al capdavant de 20 homes, en un audaç cop de mà enmig d'una forta nevada, escalaren les muralles, sorprengueren la guàrdia i obriren les portes del castell de Morella permetent que fos ocupada pels carlins i es convertís en la veritable capital de d'estat carlí al Maestrat.
En recompensa per l'espectacular acció, el general Cabrera l'ascendí a capità i fou nomenat Cavaller de la Reial i Militar Orde de Sant Ferran de 2a classe. Va ser destinat a manar la 4a companyia del 3r batalló de Tortosa i amb aquesta unitat acompanyà Cabrera en la retirada a França el juny del 1840.
Tornà a Espanya, però sense acollir-se al Conveni de Bergara, i morí a Toledo en 1871.